# A Night at the Opera (альбом Queen)
A Night at the Opera — четвёртый студийный альбом британской рок-группы Queen, выпущенный 28 ноября 1975 года лейблами EMI Records в Великобритании и Elektra Records в США. Спродюсированный Роем Томасом Бейкером и Queen, этот альбом, как сообщается, был самым дорогим из когда-либо записанных на момент его выхода.
Альбом A Night at the Opera, названный в честь одноимённого фильма братьев Маркс, был записан на различных студиях в течение четырёх месяцев в 1975 году. Из-за проблем с менеджментом Queen не получили почти ничего из того, что заработали за свои предыдущие альбомы. Впоследствии они расторгли свой контракт с Trident Studios и не использовали свои студии для записи альбома (единственным исключением была песня «God Save the Queen», которая была записана годом ранее). Они использовали сложную постановку, в которой широко использовалась многодорожечная запись, а песни вобрали в себя широкий спектр стилей, таких как баллады, мюзик-холл, шанти, диксиленд, хард-рок и прогрессивный рок. Помимо своего обычного оборудования, Queen также использовали широкий спектр инструментов, таких как контрабас, арфа, укулеле и многое другое.
После релиза A Night at the Opera возглавлял британский альбомный чарт в течение четырёх недель подряд. Он достиг четвёртой строчки в американском чарте Billboard Top LPs & Tape и стал первым платиновым альбомом группы в США. В нём также был выпущен самый успешный сингл группы в Великобритании «Bohemian Rhapsody», который стал их первой песней номер один в стране. Несмотря на то, что в 1970-х годах синглы были в два раза длиннее, чем в среднем, песня стала очень популярной во всем мире.
Современные рецензии на A Night at the Opera были неоднозначными: с похвалой за постановку и разнообразие музыкальных тем, а также с признанием альбома, благодаря которому Queen стали мировыми суперзвёздами. На 19-й церемонии вручения премии «Грэмми» её первый сингл «Bohemian Rhapsody» был номинирован на премию «Грэмми» за Премия «Грэмми» за лучшее вокальное поп-исполнение дуэтом или группой и лучшую аранжировку для голосов. С тех пор он был признан лучшим альбомом Queen и одним из величайших альбомов всех времён. В 2003-м году журнал Rolling Stone поставил его на 230-е место в своём списке «500 величайших альбомов всех времён», а в новом списке 2020-го года — на 128-е место. В 2018 году она была включена в Зал славы «Грэмми».

## История создания
В конце ноября 1974 года Queen отправилась в европейское турне, выступив в Скандинавии, Бельгии, Германии и Испании. Во всех странах билеты на концерты расходились моментально, а новый альбом Sheer Heart Attack занимал высокие позиции в чартах. В декабре группа возвратилась в Великобританию и выступила в рождественском шоу «’45» телестанции «Гранада». В том же декабре музыканты обратились к юристу Джиму Бичу, который консультировал их по вопросам бизнеса, с просьбой выпутать их из кабального тройного контракта с «Трайдент». Причиной этого были смехотворные суммы гонораров от этой фирмы. После оглушительного успеха Sheer Heart Attack их жалованье возросло с 20 фунтов до 60 фунтов в неделю, хотя критический приём новой группы на фоне Led Zeppelin был скромным. 5 февраля 1975 года Queen начали американское турне.
В то время как в Англии медленно тянулись деловые переговоры, группа провела короткий отпуск на Гавайях перед своим первым японским турне. Когда Queen прибыли в Токио, начиная турне из 11 концертов, их сингл и альбом занимали в чартах страны 1-е место. Первое выступление в Токио едва не обернулось трагедией, когда массы возбуждённых зрителей устремились к сцене, однако Меркьюри удалось успокоить фанатов. Когда группа вернулась в Англию, ему вручили ежегодную премию искусств Айвора Новелло за песню «Killer Queen», и музыканты начали репетировать материал для следующего альбома.
В августе Queen расторгли контракт с фирмой «Трайдент» (хотя при этом не обошлось без неприятностей). Наконец, альбом достиг уровня, который удовлетворил группу. В него вошла композиция, которую большинство любителей музыки считает величайшим произведением Queen: полифоническая оперная «Bohemian Rhapsody» («Богемная рапсодия»). На запись только этой композиции ушло шесть недель (лишь одни вокальные партии записывались неделю), она содержала 180 вокальных партий и множество гитарных. «Bohemian Rhapsody» вышла на сингле в «День всех святых» 31 октября. «Крёстным отцом» её стал диск-жокей Кенни Эверетт. Вся группа очень нервничала по поводу выпуска этой композиции на сингле, опасаясь, что её длительность (6 минут) будет означать нулевой эфир. Группа предоставила Эверетту пробный материал песни, взяв обещание не пускать её в эфир, и, конечно, надеясь, что он прокрутит её по радио. В тот уикенд он прокрутил песню 14 раз, в результате чего в понедельник магазины грампластинок всей страны попали под осаду поклонников. Спустя две недели «Bohemian Rhapsody» вышла на первое место, став самым популярным синглом того года (только в Англии было продано более 1 000 000 пластинок).
На презентации альбома Фредди Меркьюри выразил неподдельную гордость за проделанную работу, заявив, что это лучший альбом группы на данный момент и что он получился именно таким, каким его задумывали; он также выразил уверенность в том, что реализованные в альбоме идеи (такие как оперное пение) положат конец постоянным сравнениям Queen с другими группами.
Альбом поступил в продажу 21 ноября и моментально оказался на первом месте.
В 2002 году рецензент журнала Classic Rock в ретроспективном обзоре каталога группы писал, что A Night at the Opera обязан своим успехом «поразительно высокому стремлению музыкантов к совершенству»: «Богатство и разнообразие стилей позволило Queen переступить традиционные пределы как рока, так и поп-музыки; мамаши, их детишки, рокеры, любители глэма — все могли найти в Queen нечто такое, от чего волосы на затылке вставали дыбом». По версии журнала альбом занял 6-ю позицию в рейтинге «100 лучших рок-альбомов всех времён».

## Список композиций
| №  | Название                            | Автор(ы)        | Длительность |
| -- | ----------------------------------- | --------------- | ------------ |
| 1. | «Death on Two Legs (Dedicated to…)» | Фредди Меркьюри | 3:43         |
| 2. | «Lazing on a Sunday Afternoon»      | Фредди Меркьюри | 1:07         |
| 3. | «I’m in Love with My Car»           | Роджер Тейлор   | 3:05         |
| 4. | «You’re My Best Friend»             | Джон Дикон      | 2:52         |
| 5. | «’39»                               | Брайан Мэй      | 3:31         |
| 6. | «Sweet Lady»                        | Брайан Мэй      | 4:03         |
| 7. | «Seaside Rendezvous»                | Фредди Меркьюри | 2:15         |

| №   | Название             | Автор(ы)          | Длительность |
| --- | -------------------- | ----------------- | ------------ |
| 8.  | «The Prophet’s Song» | Брайан Мэй        | 8:21         |
| 9.  | «Love of My Life»    | Фредди Меркьюри   | 3:39         |
| 10. | «Good Company»       | Брайан Мэй        | 3:23         |
| 11. | «Bohemian Rhapsody»  | Фредди Меркьюри   | 5:55         |
| 12. | «God Save the Queen» | аранж. Брайан Мэй | 1:18         |

| №  | Название                                                                           | Автор(ы)        | Длительность |
| -- | ---------------------------------------------------------------------------------- | --------------- | ------------ |
| 1. | «Keep Yourself Alive» (long-lost retake, June 1975)                                | Брайан Мэй      | 4:04         |
| 2. | «Bohemian Rhapsody» (operatic section a cappella mix)                              | Фредди Меркьюри | 1:03         |
| 3. | «You’re My Best Friend» (backing track mix)                                        | Джон Дикон      | 2:57         |
| 4. | «I’m in Love with My Car» (guitar and vocal mix)                                   | Роджер Тейлор   | 3:18         |
| 5. | «’39» (live at Earl’s Court, June 1977)                                            | Брайан Мэй      | 3:46         |
| 6. | «Love of My Life» (single from Live Killers, Festhalle Frankfurt, 2 February 1979) | Фредди Меркьюри | 3:43         |

## Клипы к альбому
1. «Bohemian Rhapsody» — группа использовала разложение изображения через призму и совмещение лиц музыкантов. Несмотря на то, что песню многократно переделывали, и, по словам Брайана, она уже всех достала к моменту своего появления, именно «Bohemian Rhapsody» принесла Queen настоящую популярность.
2. «You’re My Best Friend» — на рояле играет Джон, а Фредди поёт, опершись на свой микрофон. Один из самых спокойных клипов группы на романтическую песню Дикона.
3. «Love of My Life» — Клип был сделан к варианту с гитарным аккомпанементом, а не к альбомной версии. Видео было записано в 1979 году и представляет собой концертное выступление со студийным звуком.

## Участники записи
- Фредди Меркьюри — вокал (1, 2, 4, 6—9, 11), фортепиано (1—3, 7, 9, 11)
- Джон Дикон — бас-гитара (1—4, 6—11), контрабас (1, 5), электропианино (4)
- Роджер Тейлор — ударные (1—4, 6—8, 10—12), перкуссия (2, 5, 7, 9, 11, 12), вокал (3), электрогитара (3)
- Брайан Мэй — электрогитара (все, кроме 7), акустическая гитара (5, 8, 9), укулеле (10), арфа (9), кото (8), вокал (5, 10)

## Продажи
| Страна         | Место | Сертификация | Продано копий |
| -------------- | ----- | ------------ | ------------- |
| Австрия        | #9    | Золото       | 30 000        |
| Великобритания | #1    | Платина      | 1 200 000     |
| Канада         | -     | Платина      | 500 000       |
| Нидерланды     | #1    | Платина      | 700 000       |
| Норвегия       | #4    | -            | -             |
| США            | #4    | 3x Платина   | 3 600 000     |
| Швейцария      | #10   | -            | 50 000        |
| Япония         | #9    | -            | 250 000       |

## Синглы
| Год  | Название                                        | Позиция           |
| ---- | ----------------------------------------------- | ----------------- |
| 1975 | «Bohemian Rhapsody» / «I’m in Love with My Car» | #1 (UK), #9 (US)  |
| 1976 | «You’re My Best Friend» / «’39»                 | #7 (UK), #16 (US) |

## Чарты
Еженедельные чарты:

### Великобритания
| Позиция | 2 | 2 | 1 | 1 | 2 | 1 | 1 | 2 | 4 | 7 | 6 | 11 | 10 | 11 | 13 | 17 | 26 | 21 | 37 | 47 | 39 | 33 | 42 | 45 |  |

| Позиция |  |  |  | 47 | 38 | 46 | 35 | 26 | 25 | 23 | 25 | 22 | 38 | 39 | 39 | 39 |  | 50 | 44 | 43 |

| Позиция | 40 | 53 |

| Позиция | 85 |  | 100 |

### США
| Позиция | 116 | 67 | 57 | 48 | 39 | 35 | 28 | 26 | 24 | 23 | 21 | 11 | 9 | 8 | 7 | 6 | 4 | 4 | 4 | 13 | 14 | 14 | 16 | 18 | 18 |

| Позиция | 19 | 29 | 29 | 37 | 43 | 66 | 66 | 64 | 66 | 28 | 28 | 38 | 41 | 72 | 69 | 76 | 100 | 100 | 126 | 126 | 124 | 166 |

| Позиция | 162 | 151 | 125 | 122 | 119 | 119 | 180 | 180 | 180 |

Годовые чарты:
| Хит-парад (1976)      | Позиция |
| --------------------- | ------- |
| Канада (RPM Year-End) | 15      |